# HMS Capella (T123)
HMS Capella (T123) var en torpedbåt i svenska flottan av Spica-klass. Efter utrangeringen såldes hon till en privat köpare 1993. Låg 1999 förtöjd i Gasverkshamnen i Stockholm.

## Referenser

HMS Capellas heraldiska vapen. Capella är stjärnbilden Kuskens ljusstarkaste stjärna.